# Chrysotus leucosetus
Chrysotus leucosetus är en tvåvingeart som beskrevs av Harmston 1971. Chrysotus leucosetus ingår i släktet Chrysotus och familjen styltflugor.
Artens utbredningsområde är Kuba. Inga underarter finns listade i Catalogue of Life.